# Phytomyza selini
Phytomyza selini är en tvåvingeart som beskrevs av Erich Martin Hering 1922. Phytomyza selini ingår i släktet Phytomyza och familjen minerarflugor.
Artens utbredningsområde är Tyskland. Arten har ej påträffats i Sverige. Inga underarter finns listade i Catalogue of Life.